# ماتياس هوجسون
ماتياس هوجسون (بالسويدية: Mattias Hugosson)‏ (24 يناير 1974 في السويد - ) هو لاعب كرة قدم سويدي في مركز حراسة المرمى. لعب مع غيفلي ونادي غوتبورغ وGävle GIK ‏.

## وصلات خارجية
- ماتياس هوجسون على موقع اتحاد السويد (السويدية)
- ماتياس هوجسون على موقع قاعدة بيانات كرة القدم.إي يو (الإنجليزية)
- ماتياس هوجسون على موقع Soccerway.com (الإنجليزية)